# Literaturtage Zofingen
Die Literaturtage Zofingen sind ein alljährlich im Oktober in Zofingen stattfindendes Literaturfestival. Dieses knüpft zeitlich unmittelbar an die Frankfurter Buchmesse an und konzentriert sich auf die dort geführte Auseinandersetzung mit der Literatur des jeweiligen Ehrengastes. Ziel der Zofinger Veranstaltungsreihe ist die Annäherung an Kulturräume, die dem hiesigen Publikum oft wenig bekannt sind. Die daraus resultierenden Impulse befruchten auch die schweizerischen kulturellen Beziehungen zum jeweiligen Gastland.
Die Literaturtage Zofingen wurden im Jahr 2006 erstmals als russische Literaturtage durchgeführt. Für die zweite Ausgabe fiel der Entscheid auf China. Im Zusammenhang mit den Unruhen in Tibet wurde im Jahr 2008 die Durchführung der Veranstaltung auf das Jahr 2009 verschoben. China war in diesem Jahr Ehrengast an der Frankfurter Buchmesse. Man suchte deswegen den Kontakt nach Frankfurt zu den Verantwortlichen für das Gastland. Es lag auf der Hand, den jeweiligen Ehrengast unmittelbar nach den Veranstaltungen in Frankfurt nach Zofingen einzuladen. 2010 folgte Argentinien und im Jahr 2011 Island dieser Einladung. Nach 2012 mit Neuseeland und 2013 mit Brasilien fanden im Oktober 2014 die Veranstaltungen mit Gästen aus Finnland, im Oktober 2015 mit Gästen aus Indonesien statt.
Als Auftakt zur 10. Ausgabe der Literaturtage Zofingen 2017 gab es in Zusammenarbeit mit Kulturvermittlung Schweiz und Pro Helvetia eine Tagung zum Thema Vermittlung mit dem Fokus auf die Übersetzung. Frankreich, Ehrengast der Frankfurter Buchmesse, und die französische Sprache standen im Mittelpunkt. Dazu gehörten: Die Sprache neu erfinden – Unbekannte Sprachwelten eröffnen Zugänge zur Literatur! Das war ein gemeinsames Übersetzungsexperiment der Übersetzerin Camille Luscher und von Nicole Grieve, der Leiterin im Bereich «Vermittlung», Dienststelle für Kultur im Kanton Wallis.
Übersetzen verbindet und spielt in der mehrsprachigen Schweiz sowie im internationalen Kontext eine wichtige Rolle. Mit performativen Formaten, reflektiven Inputs sowie praxisorientierten Workshops setzten sich die Teilnehmer mit den verschiedenen Facetten des Übersetzens in interkulturellen Kontexten auseinander. Menschen wandern zwischen Sprachen und Kulturen und geraten miteinander in Austausch.